# José María Salazar Ureña
José María Salazar Ureña fue un político mexicano, padre del coronel Antonio Salazar y Salazar.
Nació en Villa de Álvarez, Colima. Fue gobernador Interino del Estado de Colima en 1931, diputado al Congreso de Colima, así como Presidente Municipal de Manzanillo y de Villa de Álvarez. Como maestro que era, fue designado Director de Educación Pública del Estado.
| Predecesor: Herminio Barreda y Salvador Calderón | Presidente Municipal de Manzanillo, Colima 1926       | Sucesor: Benjamín Rodríguez Solórzano |
| Predecesor: Eustacio Iglesias                    | Presidente Municipal de Villa de Álvarez, Colima 1925 | Sucesor: Eduardo Álvarez              |